# Saint Georges et le Dragon (Raphaël, National Gallery of Art)

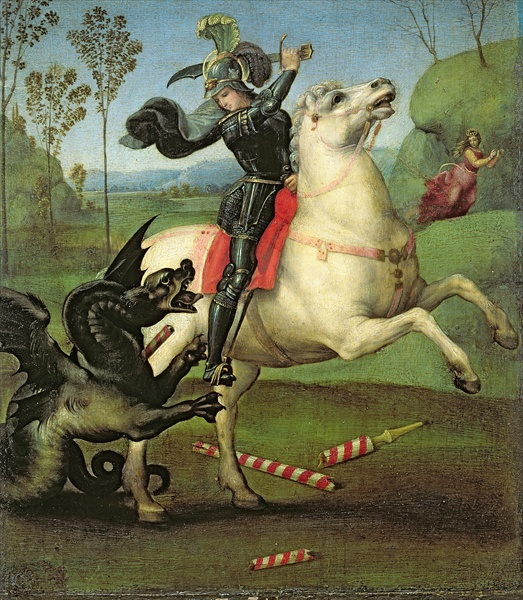
Saint Georges et le Dragon, Musée du Louvre

Pour les œuvres du même nom, voir Saint Georges et le Dragon.
Saint Georges et le Dragon  ou Saint Georges terrassant le dragon est une peinture à l'huile (28,5 × 21,5 cm) de Raphaël, exécutée aux alentours de l'an 1505, et conservée à la National Gallery of Art, Washington. Le tableau est signé sur le harnais du cheval (RAPHELLO / .V[rbinas].).
Une autre version de l'œuvre, Saint Georges et le Dragon, d'exécution légèrement antérieure, est conservée au musée du Louvre à Paris.

## Histoire
Le Saint Georges de la National Gallery de Washington est traditionnellement considérée comme un don de Guidobaldo Ier de Montefeltro pour Henri VII d'Angleterre comme remerciement pour l'avoir fait membre de l'ordre de la Jarretière. La jarretière est évidente au mollet du chevalier avec l'inscription « Honi » qui est le premier mot de la devise « Honi soit qui mal y pense ». 
Le petit tableau devait déjà être achevé en 1505 mais il a été livré au roi seulement en juillet 1506 par Baldassare Castiglione pour cause de maladie. Des études récentes ont mis en évidence que l'œuvre était en fait destinée à l'émissaire du roi Gilbert Talbot et non directement au roi.
Le tableau est repris dans un inventaire de l'an 1542 mais l'inscription ne concorde pas avec la peinture et en 1547, la notice décrit « un saint avec une lance brisée et l'épée à la main », description qui se rapporte plutôt à l'exemplaire du Musée du Louvre qui probablement n'est qu'une copie de l'original fait faire par Guidobaldo pour lui-même à Urbino. L'hypothèse, faite par Julia Cartwright Ady (1895) et reprise par MacCurdy (1917), concerne une peinture perdue, disparue de la Chair House avant le mois de novembre 1550. 
Le tableau réapparaît un siècle plus tard dans les collections du duc de Pembroke (1627) qui le céda vers 1639, à Charles Ier d'Angleterre, qui fut un grand collectionneur, et, après la décapitation du roi, le tableau est mis aux enchères et acheté par Edward Bass et probablement vendu à Charles d'Escoubleau, marquis de Sourdis, gagnant de fait la France.
L'œuvre devient la propriété de Laurent Le Tessier de Montarsy, qui, en 1729, la céda à Pierre Crozat, un financier qui possédait une importante collection d'art privée. Elle figure traduite sous forme d'une gravure par Nicolas IV de Larmessin dans le Recueil Crozat (1729).
En 1772 Catherine II de Russie acheta en totalité la collection aux héritiers Crozat par l'intermédiaire de Denis Diderot. La collection constitua le noyau originel du musée de l'Ermitage. Le tableau resta à Saint-Pétersbourg, échappant aux incendies et à la révolution russe mais, en 1930-1931, il fut sélectionné par le gouvernement soviétique, avec d'autres chefs-d'œuvre, pour être mis en vente dans le plus grand secret. L'acheteur, via un consortium de trois galeries privées occidentales, fut Andrew Mellon, qui déboursa pour ce tableau et 20 autres, 6 500 000 dollars pour ce qui a été défini comme le plus important changement de propriété de l'histoire du collectionnisme artistique depuis Napoléon Ier. 
La collection Mellon fut ensuite légué à l'État américain en 1937 et devient le noyau central de la National Gallery of Art.

## Thème
Saint Georges de Lydda intervient, avec l'aide de Jésus et de Dieu (le dragon symbolise de Démon), pour délivrer la fille du roi, d'un dragon qui terrorise la région de Beyrouth et qui réclame quotidiennement le tribut de deux jeunes gens. Il casse sa lance mais soumet le dragon d'un coup de cimeterre, ce dernier ne meurt pas et se soumet à la princesse délivrée.

## Description
Le décor est constitué d'un paysage typiquement ombrien, avec collines et arbrisseaux. Saint Georges sur son cheval cabré à gauche,   transperce le dragon de sa lance. La lutte est savamment composée sur des lignes qui mettent en évidence le duel. La lance et la jambe du saint sont parallèles et affronte de face le corps du dragon couché à terre appuyé sur un  relief rocheux.
Le saint, sur la selle de sa monture blanche, est équipé d'une armure étincelante et d'un heaume crêté et auréolé ; sa cape est gonflée par l'action, 
Certains détails comme l'étude des petites plantes au premier plan, les feuilles et branches des arbres,  l'anatomie du mouvement du cheval rappellent Le Pérugin, maître de Raphaël.  
Dans le second plan sur fond du paysage à droite, avec une colline arborée, la princesse habillée de rouge, en posture de supplication, regarde vers son sauveur ou vers le ciel.
Entre les naseaux du cheval et le rocher à gauche, on distingue, au loin  les tours d'un château (celui du roi ?).

## Analyse
Toute la scène est composée, d'une manière efficace, le long d'axes orthogonaux correspondant au  geste offensif, au cabrage du cheval et à la posture de la princesse priant sur l'horizon. 
Le dispositif scénique permet à l'observateur de comprendre d'un seul coup d'œil le récit complet des éléments de la scène du premier plan mais aussi de celle de l'arrière-plan.
Le rouge symbolique de la Passion du Christ (saint Georges mourra du martyre de sa foi) est convoqué par la couleur de la robe de la princesse.
Le vert (couleur complémentaire du rouge) et symbole de l'Espoir sert aux autres éléments : verdure et reflets de l'armure, de la cape, du casque.
Dans l'impétuosité du dessin, surtout celle du cheval, on note déjà l'influence de Léonard de Vinci.
La posture de la princesse rappelle les saintes du Pérugin.
Si le tableau du Musée du Louvre représente une lutte dramatique, dans celui de Washington, la construction exalte le triomphe du héros, rappelant les détails de la composition du bas-relief de Donatello à Orsanmichele (1416 - v. 1417), avec des personnages campant des attitudes similaires même s'ils sont disposés dans un seul plan perspectif.

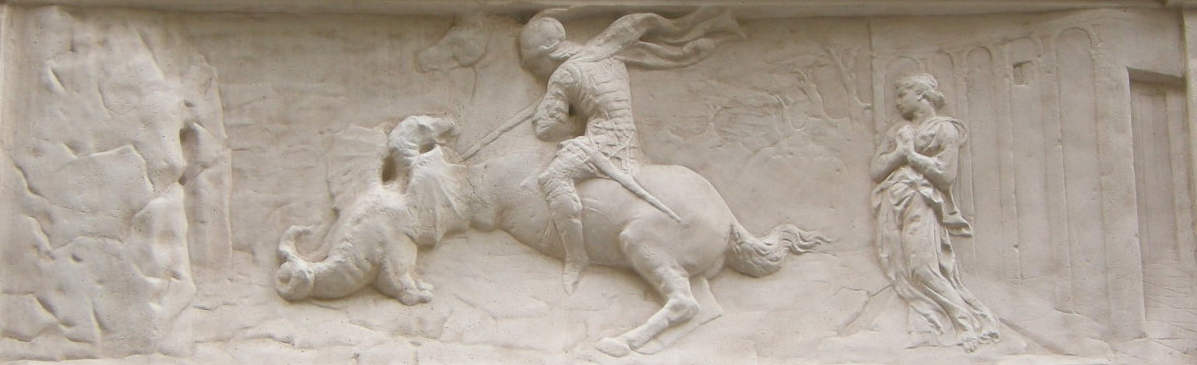
Bas-relief de Donatello à Orsanmichele.

## Sources et bibliographie
- (it) Cet article est partiellement ou en totalité issu de l’article de Wikipédia en italien intitulé « San Giorgio e il drago (Raffaello Washington) » (voir la liste des auteurs).